# Fotodepilación
La fotodepilación es toda tecnología que utiliza la luz para depilar, principalmente la permanente o en algunos caso incluso llamada definitiva, aunque actualmente no existe ningún método definitivo.
La fotodepilación (del griego foto = luz) se realiza a base de "luz". El método es aplicado con diversas tecnologías, como lo es el ipl Luz pulsada intensa, o el Láser
En España hay muchas compañías que se dedican a aplicar dichas tecnologías.
- El método de Luz Pulsada, data de 1994 y su aprobación ante la FDA fue en 1997, el sistema tiene como principio disparos de luz a través de una lámpara de xenón, esta luz es disparada muy cerca de la piel, entre 1 a 5 mm y es absorbida por la melanina de la piel y el vello, principalmente la del vello ya que por lo general es más oscuro. Así esta luz es convertida en calor llegando a la base del vello y calentando la raíz del vello hasta 70 °C destruye progresivamente la raíz y con ello el nacimiento del vello.
- El láser, se ha utilizado durante más tiempo para este fin. La depilación permanente, de igual forma a través de la luz que genera el láser, es absorbida por la melanina y tiene el mismo principio de la Luz Pulsada Intensa siendo una luz más uniforme y directa que la de la Luz Pulsada Intensa.

En ambos casos se depila por el proceso que se conoce como fototermólisis selectiva  (del griego: termo = calor, lisis = destrucción). En este proceso, la energía que contiene el haz de luz o láser es captada por el pigmento natural del pelo, la melanina, y convertida en calor. Este calor quema la matriz germinativa del pelo, que no vuelve a salir. Tanto el láser como la luz pulsada intensa consiguen hoy en día los mismos resultados, pero la técnica de IPL es más moderna que el láser y permite tratar una mayor tipología de tipos de piel y de color de vello además de resultar mucho menos dolorosa y más innocua.
Y el método más moderno hasta la actualidad aprobado por la FDA en 2004, es la Luz Pulsada Intensa junto con radiofrecuencia, en algunos lugares llamada ELOS, es la combinación de ambas energías, la óptica a través de la luz y la energía provocada por la radiofrecuencia. Con este método se pueden tratar ahora también pieles oscuras sin problemas así como también la depilación en vellos pelirrojos e incluso canos, ya que el calor que no es absorbido por la melanina es compensada por la energía de la radiofrecuencia.
Este último método ha tenido excelentes resultados en cualquier tipo de color de piel y vello, y teniendo que utilizar menor potencia en la luz para su funcionamiento, con ello los problemas que se puedan presentar como quemaduras, rojez en la piel, y otros se disminuyen al 100% sabiendo utilizar esta tecnología.
Actualmente los 3 métodos son aplicados alrededor del mundo y no hay algún estudio que pueda dictaminar cual es el mejor o peor, sólo las estadísticas de reacciones secundarias o problemas es la manera de compararlos. De ellos, la luz pulsada intensa con radiofrecuencia es hasta ahora la que menos problemas ha presentado a lo largo de su existencia.
Actualmente existen varios sistemas de láser y fuentes de luz pulsada intensa, que emiten energía cuya longitud de onda está comprendida en el rango definido como “ventana óptica de fotodepilación” (600-1200 nm)
Cabe señalar que este tipo de depilación debe ser efectuada por especialistas y en algunos láseres únicamente por médicos, dada la potencia que se utiliza en ellos. La fotodepilación tiene múltiples ventajas y ha demostrado ser una manera efectiva de disminuir el crecimiento del vello hasta en un 95% en algunos casos, siendo lo normal alrededor del 80%.

## Efectos secundarios
La fotodepilación es un proceso que a pesar de ser efectivo, este tiene efectos secundarios que puede perjudicar al paciente.  Según Vélez González nos dice que "la Fotodepilación, ha permitido ampliar las posibilidades de aumentar las indicaciones de la depilación; pero junto a ello, existen contraindicaciones, efectos secundarios y complicaciones a su uso".

### Complicaciones inmediatas
- Eritema
- Edema
- Dolor
- Vesiculización o quemadura
- Escara
- Foliculitis (depende del cuidado paciente)
- Herpes (algún caso especifico)